# 万葉ラブストーリー
『ドラマ万葉ラブストーリー』（ドラマまんようラブストーリー）は、NHK奈良放送局が制作し、2006年から2010年にかけて放送されたテレビドラマである。

## 概要
その7割を恋の歌が占めるともいわれる「万葉集」（奈良時代に編纂されたという日本最古の和歌集）。これを題材に現在の奈良を舞台にした短編の恋物語（ラブストーリー）脚本を、「秋」「夏」「春」「冬」の順番で公募した（脚本コンテスト）。審査員によって選ばれた作品が毎回3編ずつドラマ化された。
審査員は、井筒和幸（映画監督）、上野誠（万葉学者・奈良大学教授）、今井雅子（脚本家）らが務めた。「冬」は一般審査員による審査も導入された。4回のうち、入選（最優秀賞）該当なしで、佳作のみの回もあった（「秋」と「春」）。

## ドラマ・万葉ラブストーリー
2006年7月7日に放送された。開局70周年を記念して制作された。
放送作品
1. 苦いアップルパイ
2. 受心メール1件
3. すれ違いの天の川

## 万葉ラブストーリー 秋
本作より、脚本をコンテスト形式にて公募した。応募総数は458件であった（2007年9月18日発表）。第1話には第2話の二人が（レンタサイクルの客）、第2話には第3話の二人が（観光客）、さりげなく出演して作品世界がリンクしているという。
1. 万葉歌碑はハート色（佳作、脚本：馬場秀子）
  - 竹内 智也 - 光平崇弘
  - 斎藤 あすか - 坂口あずさ
  - 絹江 （智也の祖母） - 三島ゆり子
2. 二度目の初恋（佳作、脚本：西村有加）
  - 大崎 未来 - 中道裕子
  - 長谷川 健吾 - 城土井大智
3. フルムーン・ハネムーン（佳作、脚本：藤井香織）
  - 後藤 健夫 - 芝本正
  - 後藤 美砂 - 宮田圭子

## 万葉ラブストーリー 夏
応募総数：572件（2008年6月18日発表）
1. 人込みさがし（佳作、脚本：宮埜美智）（平城宮跡、なら燈花会）
  - 山田 舞 - 前田亜季
  - 中村 太郎 - 真鍋拓
2. 花守り[注 2]（佳作、脚本：縞古都実）（長谷寺）
  - 北里 有人 - 佐川満男
  - 朝日 咲 - 和泉敬子
3. 誰そ彼からの手紙（入選、脚本：高橋幹子）（ならまち、おふさ観音）
  - 藤野 灯 - 土田愛恵
  - 鹿又 岳 - 久保山知洋

## 万葉ラブストーリー 春
応募総数：654件（2009年1月28日発表）
1. 恋はももいろ（佳作、脚本：佐々木紀子）
  - 純一 （墨職人） - 木咲直人
  - あすか - 森絵梨佳
2. 愛しき、古（佳作、脚本：福島敏朗）
  - 梅咲 幸夫 （筆職人） - 海部剛史
  - 梅咲 千景 - 久野麻子
3. 春日影の庭（佳作、脚本：橋目真理子）
  - 野坂 篤 （庭師） - 石倉三郎
  - 小川 優子 - 朝比奈潔子

## 万葉ラブストーリー 冬
応募総数は759件であった（2009年10月14日発表）。放送された2010年は、平城遷都1300年を迎えた年でもあった。
1. 世界でいちばん長い道（佳作、脚本：長谷川薫）（十津川村、谷瀬の吊り橋）
  - 秋津 正義 - 塩見三省
  - 秋津 静 - 石井豊子
2. 棚田のマレビト（入選、脚本：山下雅洋）（明日香村、棚田）
  - 宮本 里香 - 平愛梨
  - 来栖 恵一 - 杉森大祐
3. 貝ボタン（佳作、脚本：荒木敏子）（川西町、奈良市、若草山焼き）
  - 高宮 伶 - 多田実喜
  - 長谷川 雄二 - 中岡優介